# Jaltomata sinuosa
Jaltomata sinuosa är en potatisväxtart som först beskrevs av John Miers, och fick sitt nu gällande namn av Mione. Jaltomata sinuosa ingår i släktet jaltomator, och familjen potatisväxter. Inga underarter finns listade i Catalogue of Life.